# The Sick Rose

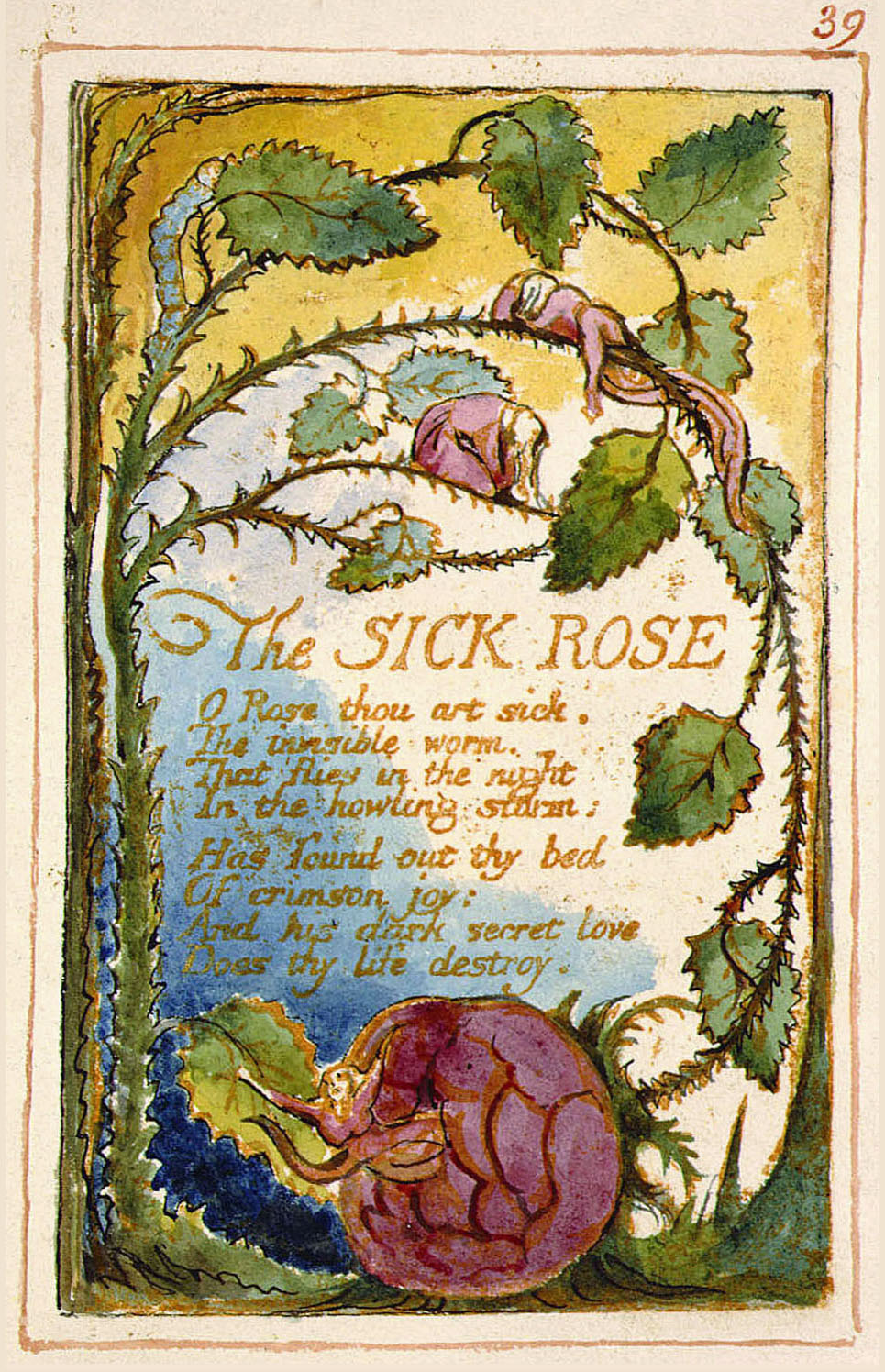
Stampa del 1825 effigiante London

The Sick Rose è una poesia di William Blake contenuta nelle Songs of Experience e pubblicata nel 1794.

## Testo
| Originale (in lingua inglese) | Traduzione |
| --- | --- |
| O Rose thou art sick. The invisible worm, That flies in the night In the howling storm: Has found out thy bed Of crimson joy: And his dark secret love Does thy life destroy. | O Rosa sei malata. L'invisibile verme, che vola nella notte nell'ululante tempesta: Ha trovato il tuo letto di gioia cremisi: E il suo amore cupo e segreto Distrugge la tua vita. |

## Analisi
The Sick Rose si compone di otto versi ripartiti in due quartine; lo schema di rime del poema è ABCB, mentre le strofe sono asimmetriche, essendo composte da versi che presentano rispettivamente 5,6,5,5, e 5,4,6,5 sillabe. Quest'irregolarità si estende anche al piano della punteggiatura: infatti, non vi è una virgola dopo «O Rose» (v. 1), eppure ve n'è una dopo «worm» (v. 2).
Considerata da Nathan Cervo una delle «poesie più sconcertanti ed enigmatiche della letteratura inglese», The Sick Rose narra di una rosa, simbolo dell'innocenza e della purezza, che viene minacciata interiormente da un «verme invisibile». Si tratta questa di una metafora intessuta di echi biblici, ricordando il serpente che nel giardino dell'Eden tentò Eva con la promessa della conoscenza proibita: il verme, in questo modo, diviene simbolo del male che perverte la ragione, ma anche della morte e della decomposizione.
In questo modo, quest'entità perturbante «vola[ndo] nella notte nell'ululante tempesta», si poggia sui petali della rosa, deturpandola e rendendola impura. Il tema di questa composizione, quindi, è la perdita dell'innocente bellezza e il passaggio consapevole alla rovinosa età adulta, segnata da egoismo, malvagità e ingiustizie sociali.